# Malhs de Rius
Els Malhs de Rius (en català, Cingles de Rius) és una muntanya de la sèrra de Rius, a la vall d'Aran. La seva altura de 2.633,8 metres la converteixen el cim més alt de la serra. La vessant sud, amb un fort pendent, dona a la vall de Rius, i la nord, més arrodonida, a la vall de Sarrahèra.
El vessant sud forma part de la zona perifèrica del Parc Nacional d'Aigüestortes i Estany de Sant Maurici.